# Neomicrocalamus prainii
Neomicrocalamus prainii là một loài thực vật có hoa trong họ Hòa thảo. Loài này được (Gamble) Keng f. mô tả khoa học đầu tiên năm 1983.